# Studia Zielonogórskie
Studia Zielonogórskie – rocznik ukazujący się od 1995 roku w Zielonej Górze. Wydawcami są Polskie Towarzystwo Historyczne Oddział w Zielonej Górze, Lubuskie Towarzystwo Naukowe, Muzeum Ziemi Lubuskiej w Zielonej Górze oraz Towarzystwo Przyjaciół Muzeum Ziemi Lubuskiej w Zielonej Górze. Publikowane są w nim artykuły naukowe, recenzje, materiały dotyczące historii regionu lubuskiego. 

## Historia
W 1995 roku podczas obchodów 40-lecia Oddziału Polskiego Towarzystwa Historycznego w Zielonej Górze podjęto decyzję o wydaniu Studiów Zielonogórskich. Z inicjatywą ich wydawania wyszedł prezes oddziału Andrzej Toczewski. 
Pismo ma charakter popularnonaukowy. Większość artykułów dotyczy Zielonej Góry. Między innymi jej historii, rozwoju na przestrzeni lat, działalności istniejących i już nieistniejących organizacji itp. Pierwszy tom był dedykowany honorowemu prezesowi oddziału Władysławowi Korczowi z okazji 45-lecia pracy naukowej, a drugim uczczono 40-lecie pracy dydaktycznej i naukowej prof. dra hab. Kazimierza Bartkiewicza. Oba zostały wydane przez zielonogórski oddział Polskiego Towarzystwa Historycznego. Tom trzeci wydało Lubuskie Towarzystwo Naukowe, a współwydawcą kolejnych trzech było Muzeum Ziemi Lubuskiej. Od 2001 roku wydawcami pisma są: Muzeum Ziemi Lubuskiej wraz z Towarzystwem Przyjaciół Muzeum Ziemi Lubuskiej. Pismo otrzymuje dotację od  Rady Miasta Zielona Góra i Województwa Lubuskiego.

## Redakcja
Autorem okładki jest Witold Michorzewski. Redaktorem naczelnym był Andrzej Toczewski (1995–2020). Sekretarzem redakcji Emilia Ćwilińska, a zastępcą redaktora naukowego prof. Dariusz Dolański. Do zespołu redakcyjnego należała dr Anitta Maksymowicz. W skład rady redakcyjnej należał prof. dr hab. Czesław Osękowski jako przewodniczący oraz dr hab. Zbigniew Bujkiewicz, dr Stanisław Kowalski, dr Jan Muszyński i Andrzej Skibiński.
Wersję elektroniczną pisma przygotowuje Alicja Błażyńska. 

## Nagroda Laudant illa sed ista Legut
Nagroda Laudant illa sed ista Legut jest przyznawana od 2000 roku. Co można przetłumaczyć: Tych chwalą, ale czytają innych. Jest to nagroda honorowa, a jej celem jest docenienie osób które działają na rzecz budowania poczucia tożsamości regionalnej i Zielonej Góry. Laureaci:
- 2015: Janusz Kubicki[2]
- 2012: Wojciech Strzyżewski[4]
- 2011: red. Alfred Siatecki
- 2010: red. Konrad Stanglewicz
- 2009:  prof. Leszek Jerzak
- 2008: Lesław Batkowski
- 2007: red. Tomasz Czyżniewski
- 2006: dr Stanisław Kowalski
- 2005:  dr hab. Zbigniew Bujkiewicz z Archiwum Państwowego w Starym Kisielinie[6]
- 2004: prof. Jerzy Piotr Majchrzak
- 2003: prof. dr Czesław Osękowski
- 2000: dr Jan Muszyński